# Ardkinglas House

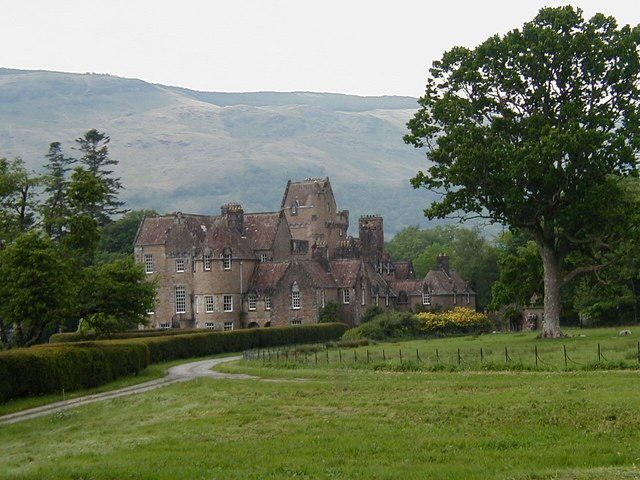
Ardkinglas House

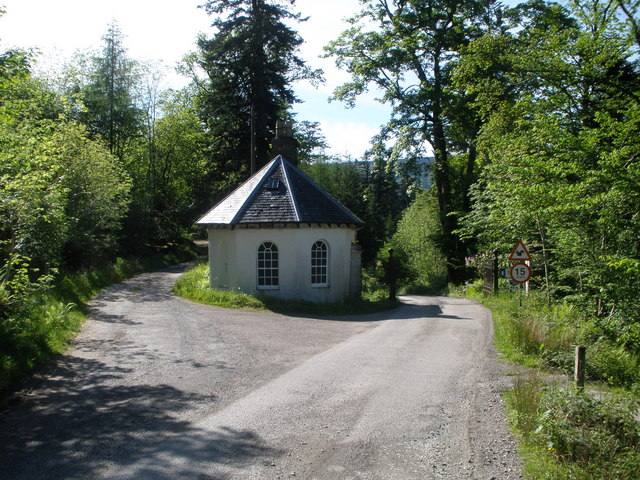
Ehemaliges Pförtnerhaus an der Zufahrt zu Ardkinglas House

Arkinglas House ist ein Herrenhaus in der schottischen Ortschaft Cairndow am nordwestlichen Ende der Halbinsel Cowal. Es liegt wenige hundert Meter südwestlich der Ortsgrenze in Küstennähe nahe dem Kopf  von Loch Linnhe. 1971 wurde das Ardkinglas House in die schottischen Denkmallisten in die höchste Kategorie A aufgenommen.

## Geschichte
Auf den Ländereien von Ardkinglas House befand sich einst Ardkinglas Castle, eine Burg des Clans Campbell. Dieses wahrscheinlich 1396 erbaute Gebäude war im Juli 1563 Aufenthaltsort der schottischen Königin Maria I. 1769 wurde die Burg als Ruine beschrieben. Heute sind keine Anzeichen der Festung mehr zu finden. James Campbell beauftragte 1773 den Architekten Robert Adam mit der Planung eines Landhauses an diesem Ort, welches jedoch letztlich nicht gebaut wurde. Wahrscheinlich weitgehend nach Plänen von James Playfair ließ Alexander Campbell 1795 ein Gebäude an diesem Ort errichten und dabei auch die Ruinen von Ardkinglas Castle abreißen. Dieses Haus wurde im Jahre 1822 als beinahe verlassen beschrieben und fiel 1831 einem Brand zum Opfer. Daraufhin wurden in den Außengebäuden Unterkünfte eingerichtet. Beim Bau des heutigen Ardkinglas House nach Plänen von Robert Lorimer in den Jahren zwischen 1906 und 1908 wurden auch Teile der ehemaligen Außengebäude abgerissen. Auftraggeber war Sir Andrew Noble, 1. Baronet. Die letzten Überreste des Gebäudes aus dem Jahre 1795 wurden schließlich im Oktober 1996 entfernt. Ardkinglas House gilt als Lorimers Meisterwerk.
Ardkinglas House war der Drehort mehrerer Filme, darunter The Crow Road, My Life so Far, The Rocket Post, Mein Freund, der Wasserdrache und Max Manus. Außerdem wurden dort mehrere Werbespots gedreht.